# Fallout Online
Fallout Online (рабочее название — Project V13) — многопользовательская онлайновая ролевая игра по вселенной Fallout. Игру создавали компания Interplay и Masthead Studios, которой принадлежит игровой движок (также задействованный для проекта Earthrise). Пост главного дизайнера проекта занял Крис Тейлор, работавший над оригинальной игрой.
Название Project V13 используется в качестве рабочего и официальным не является. Название Fallout Online присвоено игре в 2010 году.

## Правовые споры разработчиков
Между компаниями Interplay и Bethesda Softworks существуют разногласия о принадлежности прав на онлайновую ролевую игру, основанную на вселенной Fallout. Компания Bethesda оспаривала лицензию, переданную Interplay, однако проиграла дело, и разработка игры возобновилась.
После очередного судебного процесса была поставлена точка в судебном споре Bethesda Softworks и Interplay, два с лишним года выяснявших, кому принадлежат права на создание MMO по Fallout.
9 января 2012 года в Роквилле (штат Мэриленд) подписали мировое соглашение, из которого сразу ясно, кто победил. Лицензия, полученная Interplay от Bethesda весной 2007-го, признана недействительной. Все права на разработку MMO возвращены Bethesda. Правда, небесплатно — компания ZeniMax Media, владеющая Bethesda Softworks, выплатит Interplay $2 млн компенсации.
Теперь у Interplay осталась только одна ниточка, связывающая её с Fallout — права на распространение игр Fallout, Fallout 2 и Fallout Tactics. Впрочем, и она уже оборвалась — по условиям мирового соглашения, срок действия этой лицензии истек 31 декабря 2013 года.

## Любительские разработки
В Интернете можно найти различные сайты с играми, похожими на Fallout, в которые можно играть по сети с другими живыми игроками.
Также существуют модификации для Fallout 2, позволяющие играть по сети.